# Brahmina moseri
Brahmina moseri är en skalbaggsart som beskrevs av Saylor 1937. Brahmina moseri ingår i släktet Brahmina och familjen Melolonthidae. Inga underarter finns listade.